# Saint-Thibaud-de-Couz
Saint-Thibaud-de-Couz là một xã thuộc tỉnh Savoie trong vùng Auvergne-Rhône-Alpes ở đông nam nước Pháp.